# هر چه بیشتر، بهتر (فیلم ۱۹۴۳)
هر چه بیشتر، بهتر (انگلیسی: The More the Merrier) فیلمی در ژانر کمدی رمانتیک به کارگردانی جرج استیونز و بر پایهٔ داستانِ کوتاهی از گارسون کنین است که در سال ۱۹۴۳ منتشر شد. 

## بازیگران
از بازیگران آن می‌توان به جین آرتور، جوئل مک‌کری، چارلز کوبرن، آن دران و بروس بنت اشاره کرد.

## جوایز
جین آرتور موفق شد به‌خاطر بازی در این فیلم برای دریافتِ جایزه اسکار بهترین بازیگر نقش اول زن نامزد شود.